# Provino (supporto audiovisivo)
Per Provino nel mondo dello spettacolo si intende la presentazione dimostrativa, fornita su un supporto audio-visivo, di un prodotto artistico o delle possibilità, capacità e doti artistiche rilevabili attraverso quel prodotto. 
Nella recitazione si realizza soprattutto in funzione del casting, ed è una esibizione, audizione che, previa la realizzazione di un supporto audio-video, o su soggetto o su improvvisazione serve a dimostrare le capacità dell'attore e la sua attitudine nel recitare il ruolo richiesto, così come è anche la presentazione provvisoria o con un montaggio per estratto, delle caratteristiche tecnico-artistiche di una determinata opera visiva da svilupparsi o realizzare ancora compiutamente.
In musica è la realizzazione di uno o più brani musicali su supporto audio, di una esecuzione live o di una registrazione in studio che, pur non ancora in versione definitiva, serva a dimostrare e presentare o l'artista o il brano musicale, per la eventuale realizzazione di un prodotto finale definitivo o la promozione della carriera dell'artista; con queste caratteristiche viene anche definito come demo. Nell'industria discografica e nella musica per film si intende la realizzazione di un primo ascolto di un prodotto discografico o di una colonna sonora in fase di pre-produzione, ancora non sincronizzata, strutturata, orchestrata e mixata in maniera definitiva, o spesso realizzata con il solo strumento musicale usato per la composizione o con una strumentazione o un organico ridotto.